# Hechos de gente de bien
Hechos de gente de bien es una película de 1974 dirigida por Mauro Bolognini, inspirada en una célebre crónica de principios del Novecientos: el «asesinato Murri», acaecido en Bolonia en agosto de 1902 (el asesinato del conde Francesco Bonmartini en manos del cuñado, el abogado Tullio Murri).

## Producción
Una de las fuentes utilizadas para la reconstrucción de los hechos ha sido el libro El delito Murri de Enzo Rossi.

## Premios
- 1975 - David de Donatello
  - Mejor película a Mauro Bolognini, Luigi Scattini y Mario Ferrari
- 1975 - Nastro d'argento
  - Mejor vestuario a Gabriella Pescucci
  - Nominación Mejor actriz secundaria a Laura Betti
  - Nominación Mejor actriz secundaria a Rina Morelli
  - Nominación Mejor actor secundario a Corrado Pani
  - Nominación Mejor fotografía a Ennio Guarnieri
  - Nominación Mejor escenografía a Guido Josia